# 1,000 Hours
1,000 Hours är Green Days (under det tidigare namnet Sweet Children) första EP, som släpptes i april 1989. Ett par veckor innan den släpptes bytte bandet namn till Green Day.

## Låtlista
Alla texter är skrivna av Billie Joe Armstrong och all musik av Green Day.
Sida A
1. "1,000 Hours" – 2:24
2. "Dry Ice" – 3:45

Sida B
1. "Only of You" – 2:47
2. "The One I Want" – 3:01